# Anna Maria Zwanziger
Anna Maria Zwanziger (szül. Schönleben; Nürnberg 1760. augusztus 6. – Kulmbach, 1811. szeptember 27.) német sorozatgyilkos. 

## Élete
Férje közjegyző volt, alkoholista életmódja miatt 1796-ban meghalt. Ezután az özvegy elszegényedett. Hogy két gyermekét el tudja tartani, 1808-ban egy Glaser nevű bírósági hivatalnoknál vállalt házvezetőnői munkát. 1808. augusztus 26-án arzénnel megmérgezte a ház asszonyát. A gyilkosság indítékaként azt feltételezik, hogy Anna azt remélte, férjhez mehet a munkaadójához, és átveheti a meggyilkolt háziasszony helyét. Ez a terve azonban nem sikerült, bár sosem merült fel, hogy köze lenne az esethez, mégis munkahelyet váltott. Következő munkaadója szintén egy bírósági titkár volt, akit Grohmann-nak hívtak. 
Az agglegény egyébként is hajlamos volt a megbetegedésre, de 1809. május 8-án egy rövid és súlyos betegség következtében halt meg, amely arzénmérgezésre utalt. Nem sokkal korábban hozta nyilvánosságra házassági terveit egy másik nővel, Anna ezúttal is azt remélte, hogy a munkaadójához mehet feleségül. Ebben az esetben sem esett rá gyanú a gyilkossággal kapcsolatban, noha korábban nyilvánosan kifejezte vonzalmát Grohmann felé.
Következő munkaadója, Gebhard bíró felesége 1809. május 20-án belehalt a szülésbe. Halála előtt azt hangoztatta, hogy valószínűleg megmérgezték. Gebhard maga, valamint számos látogató és inas, összesen tíz ember szintén megbetegedett. Ennek eredményeként Zwanzigert elbocsátották. De csak akkor elemezték ki az ételt egy gyógyszertárban, amikor a család két szobalánya és a legkisebb gyermek is megbetegedett. A sókészletekben nagy mennyiségű arzént találtak, ami végül a korábbi áldozatok exhumálásához vezetett, akiket mind arzénmérgezés áldozatként azonosítottak a külső jegyek alapján: a holttestek szokatlanul alacsony bomlása, a testek múmiaszerűen megkeményedtek.
Anna Margaretha Zwanzigert 1809 októberében alapos gyanúval letartóztatták. Letartóztatásakor három csomag méreg volt nála: két csomag arzén és egy csomag arzenit. 
1810. április 16-án került sor a tárgyalásra, ahol végül elismerte, hogy áldozatait megmérgezte, azonban azt állította, hogy nem állt szándékában megölni őket.  
1811 júliusában halálra ítélték, és 1811. szeptember 17-én lefejezték.

## Áldozatok
- 1808. augusztus 26.: Frau Glaser
- 1809. május 8.: Herr Grohmann
- 1809. május 20.: Frau Gebhard

## Fordítás
- Ez a szócikk részben vagy egészben  az   Anna Margaretha Zwanziger című német Wikipédia-szócikk fordításán alapul.  Az eredeti cikk szerkesztőit annak laptörténete sorolja fel. Ez a jelzés csupán a megfogalmazás eredetét és a szerzői jogokat jelzi, nem szolgál a cikkben szereplő információk forrásmegjelöléseként.